# Ole Monty
Ole Monty (* 22. Oktober 1908 in Kopenhagen; † 24. April 1977 in Frederiksberg) war ein dänischer Schauspieler.

## Werdegang
Ole Monty hatte zunächst eine Ausbildung in der Textilindustrie absolviert und daraufhin einige Jahre lang in dieser Branche gearbeitet sowie später auch als Büro- und Handelsangestellter.
Aufgrund seines großen Interesses für Theater und Revuen entschied er sich Schauspieler zu werden. Nach einigen Auftritten als Klein- und Nebendarsteller in verschiedenen Theatern und Revuen, nahm er bei den damals sehr populären und bekannten dänischen Schauspielern Albert Luther und Henrik Malberg Schauspielunterricht und debütierte im Jahr 1937. Nach verschiedenen Engagements beim Apolloteatret (Apollo-Theater), Falkoner Centret und am Nørrebro Teater sang er auch mehrere Lieder für Aufnahmen auf Grammophon-Schellackplatten. Nach 1945 legte er den Schwerpunkt seiner Arbeit in seine Tätigkeit als Schauspieler in Filmproduktionen und wirkte in fast 100 dänischen Filmen mit. Im März 1977 stürzte er während einer Theaterprobe am Folketeatret in Kopenhagen und starb am 24. April 1977 im Alter von 68 Jahren an den Folgen dieses Sturzes. Seine Grabstätte befindet sich auf dem Søndermark-Kirkegard in Frederiksberg.

## Familie
Ole Monty war in erster Ehe ab Dezember 1933 mit Sylli Monty (geb. Sylvia Schermeister) verheiratet, mit der er den Sohn Pierre Monty (* 1940) hatte. In zweiter Ehe war er ab Oktober 1944 mit der Bühnenkünstlerin Inge Aasted (1918–1981) verheiratet. Die Ehe blieb kinderlos. In dritter Ehe war er ab Juli 1961 bis zu seinem Tod mit der Schauspielerin Lone Luther (1925–1989) verheiratet. Die Ehe blieb ebenfalls kinderlos. Er war der Onkel des Filmkritikers und ehemaligen Direktor des Dänischen Filmmuseums (Det Danske Filmmuseum) Ib Monty (1930–2016).

## Filmografie
- 1946: Das Feuerzeug (Fyrtøjet)
- 1958: Sieben Kinder fahren aufs Land (Andre folks børn)
- 1963: Bussen (Dirch Passer bussen)
- 1964: Blindgänger vom Dienst (Majorens oppasser)
- 1964: Slottet (The Castle)
- 1964: Sommer in Tirol (Sommer i Tyrol)
- 1965: Siebzehn – Vier Mädchen machen einen Mann (Soya’s Sytten)
- 1966: Tugend läuft Amok (Dyden går amok)
- 1967: Jeg er sgu min egen (I Belong to Me)
- 1968: Als im P… das Licht ausging (Lille mand, pas på)
- 1968: Min søsters børn vælter byen
- 1968: En maler kommer sjældent alene
- 1968: Die Olsenbande (Olsen-banden)
- 1969: Beichte eines Porno-Mädchens (Sonja – 16 år)
- 1969: Sjov i gaden
- 1969: Mordskab (Busybody)
- 1969: Midt i en jazztid
- 1969: Ta' lidt solskin
- 1969: Kompanie, stillgestanden (Soldaterkammerater på bjørnetjeneste)
- 1970: Rend mig i revolutionen
- 1971: Pelsen
- 1973: Mig og mafiaen
- 1973: På’en igen, Amalie
- 1971–1977: Oh, diese Mieter (Huset på Christianshavn) (Fernsehserie)
- 1974: Graf Bobby und seine Nichten
- 1974: Piger i trøjen
- 1974: Pigen og drømmeslottet
- 1976: Spøgelsestoget
- 1976: Familien Gyldenkål sprænger banken